# Europäisches Olympisches Sommer-Jugendfestival 2023/Radsport
Die Wettkämpfe im Radsport beim Europäischen Olympischen Sommer-Jugendfestival 2023 in Maribor fanden vom 25. bis zum 27. Juli 2023 statt.
Für Jungen und Mädchen wurden je ein Zeitfahren, ein Straßenrennen und ein Mountainbike Cross-Country Wettbewerb ausgetragen.

## Bilanz

### Medaillenspiegel
| Platz  | Land           | Gold | Silber | Bronze | Gesamt |
| ------ | -------------- | ---- | ------ | ------ | ------ |
| 1      | Niederlande    | 2    | –      | 1      | 3      |
| 2      | Großbritannien | 1    | 1      | –      | 2      |
| 2      | Italien        | 1    | 1      | –      | 2      |
| 4      | Schweiz        | 1    | –      | –      | 1      |
| 4      | Tschechien     | 1    | –      | –      | 1      |
| 6      | Frankreich     | –    | 1      | –      | 1      |
| 6      | Irland         | –    | 1      | –      | 1      |
| 6      | Spanien        | –    | 1      | –      | 1      |
| 9      | Deutschland    | –    | 1      | 1      | 2      |
| 10     | Österreich     | –    | –      | 2      | 2      |
| 11     | Polen          | –    | –      | 1      | 1      |
| 11     | Slowenien      | –    | –      | 1      | 1      |
| Gesamt | Gesamt         | 6    | 6      | 6      | 18     |

### Medaillengewinner
| Disziplin             | Gold             | Silber             | Bronze           |
| --------------------- | ---------------- | ------------------ | ---------------- |
| Zeitfahren Jungen     | Gijs Schoonvelde | Conor Murphy       | Benedikt Benz    |
| Straßenrennen Jungen  | Max Hinds        | Alessio Magagnotti | Heimo Fugger     |
| Cross-Country Jungen  | Krystof Bazant   | Elias Hückmann     | Valentin Hofer   |
| Zeitfahren Mädchen    | Megan Arens      | Erin Boothman      | Jente Koops      |
| Straßenrennen Mädchen | Linda Sanarini   | Paula Ostiz        | Maria Okrucinska |
| Cross-Country Mädchen | Anja Grossmann   | Lise Revol         | Marusa Serkezi   |

## Jungen

### Zeitfahren
| Platz | Land | Sportler          | Zeit (min) |
| ----- | ---- | ----------------- | ---------- |
| 1     | NED  | Gijs Schoonvelde  | 12:52,89   |
| 2     | IRL  | Conor Murphy      | 12:55,38   |
| 3     | GER  | Benedikt Benz     | 13:01,42   |
| 4     | BEL  | Thibaut van Damme | 13:01,76   |
| 5     | SUI  | Antoine Salamin   | 13:02,83   |
| 6     | GBR  | Max Hinds         | 13:05,16   |
| 7     | EST  | Ron Rooni         | 13:07,13   |
| 8     | GBR  | Luca Bednarek     | 13:07,75   |
| 9     | GER  | Zeno Winter       | 13:08,06   |
| 10    | AUT  | Heimo Fugger      | 13:13,98   |

### Straßenrennen
| Platz | Land | Sportler                    | Zeit (h) |
| ----- | ---- | --------------------------- | -------- |
| 1     | GBR  | Max Hinds                   | 01:32,50 |
| 2     | ITA  | Alessio Magagnotii          | 01:33,22 |
| 3     | AUT  | Heimo Fugger                | 01:33,22 |
| 4     | SLO  | Mai Prevejsek               | 01:33,22 |
| 5     | POL  | Szymon Wrona                | 01:33,22 |
| 6     | ITA  | Mattia Proietti Gagliardoni | 01:33,22 |
| 7     | SVK  | Dominik Sochan              | 01:33,22 |
| 8     | GER  | Benedikt Benz               | 01:33,22 |
| 9     | SUI  | Noah Schnyder               | 01:33,22 |
| 10    | FRA  | Arthur Mahe                 | 01:33,22 |

### Cross-Country
| Platz | Land | Sportler             | Zeit (min) |
| ----- | ---- | -------------------- | ---------- |
| 1     | CZE  | Krystof Bazan        | 54:53      |
| 2     | GER  | Elias Hückmann       | 55:26      |
| 3     | AUT  | Valentin Hofer       | 55:59      |
| 4     | ITA  | Elia Rial            | 56:39      |
| 5     | POL  | Maksymilian Matyasik | 57:05      |
| 6     | SWE  | Olle Carl Isaksson   | 59:05      |
| 7     | SVK  | Peter Soltes         | 59:16      |
| 8     | ESP  | Pages Martinez       | 59:39      |
| 9     | NED  | Caden Jagt           | 59:51      |
| 10    | FRA  | Noa Filippi          | 60:10      |

## Mädchen

### Zeitfahren
| Platz | Land | Sportler          | Zeit (min) |
| ----- | ---- | ----------------- | ---------- |
| 1     | NED  | Megan Arens       | 14:24,66   |
| 2     | GBR  | Erin Boothman     | 14:27,42   |
| 3     | NED  | Jente Koops       | 14:30,61   |
| 4     | ESP  | Paula Ostiz Taco  | 14:35,32   |
| 5     | ITA  | Linda Sanarini    | 14:36,16   |
| 6     | UKR  | Milana Ushakova   | 14:44,80   |
| 7     | GER  | Sophia Schrödel   | 14:49,32   |
| 8     | CZE  | Antonie Cermanova | 14:53,29   |
| 9     | CYP  | Alexandra Safiri  | 14:53,35   |
| 10    | ITA  | Linda Rapporti    | 14:53,62   |

### Straßenrennen
| Platz | Land | Sportler                      | Zeit (h) |
| ----- | ---- | ----------------------------- | -------- |
| 1     | ITA  | Linda Sanarini                | 01:19,25 |
| 2     | ESP  | Paula Ostiz                   | 01:19,25 |
| 3     | POL  | Maria Okrucinska              | 01:19,25 |
| 4     | CZE  | Daniela Hezinova              | 01:19,25 |
| 5     | GRE  | Eirini Papadimitriou-Stampori | 01:19,29 |
| 6     | ITA  | Chantal Pegolo                | 01:19:38 |
| 7     | GBR  | Abi Miller                    | 01:19,38 |
| 8     | BEL  | Auke De Buysser               | 01:19,38 |
| 9     | CZE  | Vendula Strakata              | 01:19,38 |
| 10    | NED  | Esmee Blok                    | 01:19,38 |

### Cross-Country
| Platz | Land | Sportler                 | Zeit (min) |
| ----- | ---- | ------------------------ | ---------- |
| 1     | SUI  | Anja Grossmann           | 48:46      |
| 2     | FRA  | Lise Revol               | 48:48      |
| 3     | SLO  | Marusa Serkei            | 50:19      |
| 4     | CZE  | Lucie Grohova            | 51:10      |
| 5     | AUT  | Antonia Grangl           | 53:25      |
| 6     | GER  | Adina Daubner            | 55:16      |
| 7     | ESP  | Lorena Patino Villanueva | 55:50      |
| 8     | ITA  | Sofia Guichardaz         | 55:52      |
| 9     | HUN  | Nikoletta Kiss           | 57:32      |
| 10    | IRL  | Greta Lawless            | 57:57      |